# José y Pilar
José y Pilar es un documental del realizador portugués Miguel Gonçalves Mendes, una coproducción entre Portugal, España y Brasil, estrenado el 28 de enero de 2011 en España.
El documental acompaña durante dos años la vida del célebre escritor ganador del Premio Nobel José Saramago y su esposa la periodista y traductora de sus obras Pilar del Río.
En Portugal el documental estuvo cuatro meses consecutivos en cartelera, obteniendo un total de 22 mil espectadores. En Brasil estuvo cinco meses consecutivos, con 40 mil espectadores en total. Estos resultados lo convirtieron en el documental realizado por un portugués más visto en Portugal.
El 9 de septiembre de 2011, el Instituto do Cinema e do Audiovisual (ICA) anunció que la cinta sería elegida como candidata portuguesa al premio Óscar a la mejor película extranjera. La elección fue realizada por una comisión compuesta por representantes de asociaciones del sector cinematográfico, habiendo sido previamente sometida a aprobación de la Academia de Artes e Ciências Cinematográficas de Portugal.

## Premios
- Prémio do Público de la Mostra de São Paulo.
- Prémio do Público de la Mostra Visões do Sul.
- Nominado para mejor filme en los Prémios Autor da SPA.
- Nominado para el mejor filme documental por la Academia Brasileira de Cinema.